# Miedzichowski Park Krajobrazowy
Miedzichowski Park Krajobrazowy – park krajobrazowy w województwie wielkopolskim. Objęty ochroną w 1986 jako fragment jednej z dwóch części Pszczewskiego Parku Krajobrazowego, w ówczesnym województwie gorzowskim. Uchwałą Sejmiku Województwa Wielkopolskiego od 2019 pod obecną nazwą i w obecnych granicach.
Celem parku jest ochrona i zachowanie wyraźnie wykształconego krajobrazu polodowcowego; zachowanie populacji rzadkich i chronionych gatunków roślin, zwierząt i grzybów oraz ich siedlisk; zachowanie naturalnych, cennych ekosystemów wodnych i bagiennych; zachowanie cennych ekosystemów leśnych, łąkowych, murawowych oraz zaroślowych; utrzymanie struktury przestrzennej terenów z uwzględnieniem swoistych cech miejscowego krajobrazu.
Park ma powierzchnię 1432,28 ha (14,3228 km²), co czyni go najmniejszym parkiem krajobrazowym w Polsce. Przylega do Pszczewskiego Parku Krajobrazowego wzdłuż granicy z województwem lubuskim.

## Podstawa prawna
- uchwała nr XIII/256/19 Sejmiku Województwa Wielkopolskiego z dnia 25 listopada 2019 r. w sprawie Miedzichowskiego Parku Krajobrazowego[1].

## Walory kulturowe
Na terenie Parku można odnaleźć liczne przykłady dawnej zabudowy olęderskiej, szczególnie w okolicach miejscowości Silna Nowa. Pomiędzy jeziorami Proboszczowskim a Rybojadło, w miejscu zwanym Żelazną Bramą, znajdują się widoczne w terenie pozostałości grodziska kultury łużyckiej.

## Formy ochrony przyrody
Całość obszaru Parku wchodzi w skład obszarów Natura 2000: Jeziora Pszczewskie i Dolina Obry (obszar specjalnej ochrony ptaków) oraz Rynna Jezior Obrzańskich (specjalny obszar ochrony siedlisk).
Na terenie Parku znajdują się dwa pomniki przyrody: dąb szypułkowy w pobliżu jeziora Trzy Tonie oraz lipa drobnolistna na północ od jeziora Silna Duża
Jezioro Silna Mała jest objęte ochroną jako użytek ekologiczny, chroniący ekosystem niewielkiego zbiornika wodnego, ze stanowiskiem m.in. bobrka trójlistkowego. Drugi użytek ekologiczny „Śródleśne Bagno” o powierzchni 0,6 ha znajduje się na północny wschód od Jeziora Głębokiego. Trzeci użytek ekologiczny „Podmokła łąka” o powierzchni ok. 1 ha leży przy wschodniej granicy Parku, na południe od miejscowości Leśny Folwark. Postulowany w dokumentach planistycznych z zakresu ochrony przyrody użytek ekologiczny chroniący bór bagienny na torfowisku w sąsiedztwie jeziora Silna Duża do tej pory nie doczekał się utworzenia.
W obrębie Parku nie znajduje się żaden rezerwat przyrody. Bezpośrednio do granicy Parku przylega rezerwat przyrody Jezioro Wielkie w województwie lubuskim, na terenie Pszczewskiego Parku Krajobrazowego.

## Flora i roślinność
Przeważająca większość zbiorowisk leśnych Parku to lasy gospodarcze z przewagą sosny. Miejscami znajdują się w nich stanowiska widłaków: widłaka jałowcowatego, widłaka goździstego i widlicza spłaszczonego.
W obniżeniach terenu po dawnych jeziorach wykształciły się torfowiska, z charakterystycznymi roślinami takimi jak wełnianka pochwowata, rosiczka okrągłolistna i bagno zwyczajne. Najczęściej występującym gatunkiem storczyka w parku jest kruszczyk szerokolistny.
Większość jezior w granicach Parku to zbiorniki płytkie i żyzne, w których obecne są zbiorowiska roślin o liściach pływających, przede wszystkim grążela żółtego (m.in. w jeziorze Trzy Tonie).

## Fauna
Charakterystycznym elementem ornitofauny Parku są ptaki wodne – większość jezior Parku jest zajęta przez co najmniej 1 parę perkozów dwuczubych, częste są tez żerujące kormorany i czaple siwe.
Dane o bezkręgowcach Parku są fragmentaryczne. Występują tu liczne gatunki motyli dziennych, m.in. rojnik morfeusz, strzępotek perełkowiec, strzępotek glicerion, rusałka żałobnik, przeplatka atalia i modraszek amandus. W borach sosnowych występuje kolorowo ubarwiony chrząszcz – bogatek ośmioplamkowy.
Na terenie Parku prawdopodobnie występuje gniewosz plamisty – pewne jest jego występowanie w Pszczewskim Parku Krajobrazowym po drugiej stronie granicy województwa, a na terenie Miedzichowskiego Parku Krajobrazowego również występują dogodne siedliska dla tego gatunku, zbliżone do tych wskazywanych z regionu.

## Zagrożenia dla przyrody i krajobrazu
Kluczowym zagrożeniem dla walorów przyrodniczych Parku są zmiany klimatu: wieloletni deficyt opadów powoduje degradację i zanikanie siedlisk podmokłych, w szczególności torfowisk. Zagrożeniem, szczególnie dla ptaków, jest drapieżnictwo obcych, inwazyjnych gatunków ssaków – wizona amerykańskiego i szopa pracza. W Parku obserwuje się zwiększającą się presję ze strony obcych, inwazyjnych gatunków roślin, m.in. dębu czerwonego, robinii akacjowej, czeremchy amerykańskiej, tawliny jarzębolistnej i niecierpka gruczołowatego. Zagrożeniem dla stanowisk widłaków jest gospodarka leśna – bez wyznaczania stref ochronnych wokół istniejących stanowisk, rośliny te zanikają w wyniku niszczenia i odsłaniania ściółki podczas prac leśnych.

## Turystyka
Miedzichowski Park Krajobrazowy stwarza dogodne warunki do uprawiania ekoturystyki ze względu na niską gęstość zaludnienia i duży udział lasów i jezior. Podczas planowania wycieczek rowerowych należy jednak mieć na uwadze, że piaszczyste drogi leśne bywają trudno przejezdne dla rowerów.

### Szlaki piesze
niebieski szlak pieszy z Trzciela do Pszczewa (i dalej do Międzychodu) przecina Park na całej długości. Odcinek w obrębie Parku ma ok. 8 km. Początkowy odcinek szlaku (od tartaku w Jabłonce do okolic Jeziora Głębokiego) jest słabo wyznaczony w terenie i trudny do pokonania.

### Szlaki rowerowe
Przez Park przebiegają szlaki sieci szlaków rowerowych gminy Miedzichowo:
 „Piach po osie” lub „Miedzichowski Paryż-Dakar” – odcinek w Parku ma długość ok. 2 km.
 „Boczkiem, boczkiem” – odcinek w Parku ma długość ok. 2 km.